# Gottfried Heinsius
Gottfried Heinsius (Naumburg, abril de 1709 – Leipzig, 21 de maio de 1769) foi um matemático, geógrafo e astrônomo alemão.